# Bài Tiến lên
Tiến lên là một cách chơi bài từ phương Tây truyền sang Việt Nam, được chơi bởi hai đến bốn người. Trò chơi này sử dụng bộ bài Tây để chơi và cũng tương tự với cách chơi bài President.

## Lịch sử
Ai là người đầu tiên nghĩ ra cách chơi này, và khi nào thì quả thật hiện chưa có nghiên cứu nào đề cập tới; chỉ biết rằng trò chơi này rộ lên vào khoảng những năm 80 của thế kỷ 20.

Luật chơi Tiến lên có nhiều điểm tương đồng với trò Đại lão nhị (Tiếng Anh: Big Two, Tiếng Trung: 大老二) rất phổ biến tại các vùng nói tiếng Quảng Đông ở miền nam Trung Quốc và Hồng Kông.
Ngoài ra, một số phiên bản quốc tế khác gần giống với bài tiến lên bao gồm:
- Tranh thượng du (Tiếng Trung: 争上游; Bính âm: Zhēng Shàngyóu) – một trò chơi phổ biến ở Thượng Hải xuất phát vào thời nhà Thanh khoảng thế kỷ 19.
- Đấu địa chủ (Tiếng Trung: 鬥地主, Bính âm: dòu dìzhǔ) – một phiên bản của Tranh thượng du, xuất phát từ An Huy, trở nên phổ biến vào thời cải cách ruộng đất trong những năm 1950.
- President – phiên bản “Tây hóa” xuất hiện ở một số nước phương Tây như Mỹ vào thế kỷ 20.

## Luật định chơi bài

### Các lá bài
Trò chơi sử dụng bộ bài Tây tiêu chuẩn (gồm 52 lá bài). Giá trị (độ mạnh) của các quân bài phụ thuộc trước tiên vào số, nếu 2 quân bài cùng số thì sẽ so sánh theo chất. Xếp hạng "độ mạnh" giảm dần theo số và chất như sau:
- 2 (heo) > A (ách) > K (già) > Q (đầm) > J (bồi) > 10 > 9 > 8 > 7 > 6 > 5 > 4 > 3.
- ♥ (cơ) > ♦ (rô) > ♣ (chuồn) > ♠ (bích).

Vì vậy:
- lá ♥2 (heo cơ) là lá bài lớn nhất trong trò chơi
- lá ♠3 (ba bích) là lá bài nhỏ nhất trong trò chơi
- lá ♣10 (mười chuồn) lớn hơn lá ♠10 (mười bích).

|  |  |

### Chia bài
Trước khi chia bài phải xáo bài, người có kỹ năng thường dùng thuật chẻ bài. Những người chơi có thể tự thỏa thuận xem ai là người chia bài (cho ván khởi đầu); những ván bài sau, người chia bài thường là người đã thắng nhất ở ván liền trước. Thông thường, bài được chia theo ngược chiều kim đồng hồ, người chia bài nhận lá bài đầu tiên. Một bộ bài tiêu chuẩn (52 lá) được chia đều cho bốn người chơi, mỗi người 13 lá bài (trường hợp chơi không đủ bốn người thì mỗi người cũng chỉ được nhận 13 lá, các lá còn dư đặt úp hết xuống ở giữa bàn).

### Kết hợp

#### Các kết hợp đơn giản
| Kết hợp                      | Diễn giải | Ví dụ Tiến lên Miền Bắc                            | Ví dụ Tiến lên Miền Nam                            |
| ---------------------------- | --- | -------------------------------------------------- | -------------------------------------------------- |
| Cóc (en: single)             | Là những lá bài đơn lẻ không thể kết hợp với lá bài khác | ♥2 hoặc ♠Q hoặc ♦4                                 | ♥2 hoặc ♠Q hoặc ♦4                                 |
| Đôi (en: pair)               | 2 quân bài cùng số và cùng màu (miền Bắc), hoặc 2 quân bài cùng số (miền Nam) | ♠4♣4 hoặc ♥A♦A                                     | ♠4♣4 hoặc ♥A♦A hoặc ♠4♦4 hoặc ♣K♥K                 |
| Sám cô (en: three of a kind) | 3 quân bài cùng số | ♠4♦4♥4 hoặc ♠K♦K♣K hoặc ♥2♠2♦2                     | ♠4♦4♥4 hoặc ♠K♦K♣K hoặc ♥2♠2♦2                     |
| Sảnh (en: straight)          | 3 hoặc nhiều hơn 3 quân có số liên tiếp và cùng chất (miền Bắc), 3 hoặc nhiều hơn 3 quân có số liên tiếp (miền Nam) (lá bài 2 không được nằm trong sảnh, và sảnh từ 3 đến A được gọi là sảnh rồng) | ♣4♣5♣6 hoặc ♥6♥7♥8♥9♥10 hoặc ♠8♠9♠10♠J hoặc ♦Q♦K♦A | ♣4♣5♣6 hoặc ♥6♠7♥8♣9♥10 hoặc ♠8♥9♥10♦J hoặc ♦Q♦K♦A |

- Khi so sánh các nhóm (đôi, sám cô, sảnh,..) bài với nhau, giá trị của nhóm được định đoạt bởi giá trị của quân bài mạnh nhất trong nhóm. Ví dụ:
  - Bộ đôi: Trong cách chơi miền Bắc phải cùng màu: ♦5♥5 thắng ♦4♥4. Trong cách chơi miền Nam không cần cùng màu: ♦5♣5 thắng ♦4♥4.
  - Bộ ba: Cả miền Bắc và Nam đều như nhau: ♠5♦5♥5 thắng ♠4♦4♥4.
  - Sảnh: Trong cách chơi miền Bắc phải cùng chất ♥J♥Q♥K thắng ♥8♥9♥10. Trong cách chơi miền Nam tính cả: ♥Q♦K♠A thắng ♣10♦J♥Q (♠A thắng ♥Q) hoặc ♦5♠6♣7 thắng ♥5♥6♠7 (♣7 thắng ♠7).

#### Các kết hợp đặc biệt
| Kết hợp                           | Diễn giải                                                                                                 | Ví dụ Tiến lên Miền Bắc | Ví dụ Tiến lên Miền Nam                                |
| --------------------------------- | --- | ----------------------- | ------------------------------------------------------ |
| Đôi thông (en: consecutive pairs) | Là sự kết hợp từ ba đôi trở lên có số liên tiếp nhau. Kiểu này chỉ áp dụng ở cách chơi Tiến lên miền Nam. |                         | ♦3♥3♦4♥4♦5♥5♠ 10♣10♥J♣J♠Q♦Q♦K♥K ♦9♥9♣10♦10♣J♥J♦Q♥Q♦K♥K |
| Tứ quý (en: four of a kind)       | 4 quân bài cùng số                                                                                        | ♠A♣A♦A♥A                | ♠A♣A♦A♥A                                               |

Hàng có khả năng đánh thắng đặc biệt gọi là chặt, chẳng hạn bốn đôi thông hay tứ quý có thể chặt đôi heo và ba đôi thông có thể chặt được một heo. Khi đó, người chặt sẽ được thưởng & người bị chặt sẽ bị phạt. Hàng cũng có thể bị thối khi người có hàng về bét mà vẫn còn hàng trên tay (sẽ bị phạt).

## Luật chơi

### Luật chung
Đây là kiểu chơi giải phóng bài, nghĩa là ai hết bài trước thì thắng.
Ván khởi đầu: là ván bắt đầu cuộc chơi, hoặc là ván bắt đầu chơi lại khi có người "tới trắng". Trong ván khởi đầu, ai sở hữu lá ♠3 (ba bích) thì được ra bài đầu tiên, nhưng lượt ra bài này phải có lá ♠3 trong đó. Những ván đầu không được về lăng hoặc cướp cái. Những ván không phải ván khởi đầu thì người thắng ván trước được ra bài đầu tiên.
Lượt bài (còn gọi là vòng bài): Một người thực hiện việc ra bài đầu tiên, người được quyền ra một kiểu kết hợp tùy ý (rác, đôi, ba hay sảnh). Lần lượt theo chiều ngược chiều kim đồng hồ (chiều tay phải), các người chơi khác có quyền đè bài người bên trái mình. Bài người ra sau phải cùng kiểu kết hợp và lớn hơn bài người trước mới được coi là đè bài (cùng kiểu nghĩa là cùng là rác, đôi, sảnh... trừ trường hợp "chặt" heo). Trong cùng một lượt bài, việc đè bài có thể xảy ra trong nhiều vòng chứ không bó hẹp 1 vòng duy nhất nên một người có thể đè nhiều hơn 1 lần. Tuy nhiên, nếu người chơi bỏ lượt ở vòng trước thì ở vòng tiếp theo của lượt hiện tại người chơi không được quyền đè nữa. Quyền đè bài chỉ được khôi phục khi lượt bài mới được thực hiện.
Nếu không có ai ra bài để đè được một người ở lượt bài hiện tại, người đó sẽ thực hiện quyền đánh lượt/vòng bài mới, với bất kỳ kiểu kết hợp bài nào họ muốn. Nếu người ra bài cuối cùng ấy đã hết bài (đã tới) mà 3 người còn lại không ai bắt được lượt bài này thì người gần nhất bên phải họ được ra bài bất kỳ (luật này gọi là "hưởng sái" đối với người ngồi kế). Mỗi khu vực, mỗi vùng miền có luật chơi riêng, tùy vào sự thỏa thuận ban đầu của những người chơi. Nếu có 4 cây heo trong bộ thì chia lại bài. Nếu tới cuối bộ bài mà người chơi lại có lá bài 2 thì họ sẽ về bét.

### Kiểu miền Nam (phổ biến ở các tỉnh từ Bình Thuận, Lâm Đồng trở vào)

#### Tới trắng
Là 1 kiểu thắng (tới) rất đặc biệt: Thắng ngay sau khi chia bài (không cần đánh), khi người chơi có một bộ quân đặc biệt nào đó, chẳng hạn có tứ quý heo.
(Có nơi quy định thêm 2 trường hợp của tới trắng là: có đếm heo hoặc không. Đếm heo (đúng ra là đếm heo & hàng) nghĩa là những người thua nếu có heo, hàng thì sẽ tính là bị thối & bị phạt cho người tới trắng. Vì tới trắng đếm heo được thưởng nhiều hơn nên yêu cầu phải khắt khe hơn, theo nghĩa xác suất xảy ra là khó hơn. Chẳng hạn 6 đôi thì tới trắng không đếm heo, còn 6 đôi thông thì tới trắng có đếm heo)
Khi người chơi có một trong các bộ quân đặc biệt sau họ sẽ được tới trắng 
- Tại các ván khởi đầu:
  - Tứ quý 3
  - 3 đôi thông có ♠3
  - 4 đôi thông có ♠3
  - 3 sám cô 444,555,666
  - 4 sám cô 444,555,666,777
  - 3 tứ quý 4444,5555,6666
  - 5 đôi 1 sám 33,66,88,99,JJ,AAA
  - 5 đôi thông 1 sám 44,55,66,77,88,JJJ
- Tại các ván khác:
  - Tứ quý heo: ♥2♦2♣2♠2.
  - 5 đôi thông: ♥5♠5♦6♥6♦7♣7♥8♣8♥9♦9
  - 6 đôi bất kì: ♥3♣3♦5♥5♥6♠6♣8♠8♣9♦9♣Q♠Q hoặc ♥3♦3♣3♠3♥5♦5♣5♠5♥8♣8♦10♠10
  - Sảnh rồng: ♥3♣4♦5♥6♥7♠8♦9♠10♣J♦Q♣K♥A
  - Đồng chất đồng màu ♣♠ (đen) hoặc ♥♦ (đỏ)

#### Cháy bài
- Một người chơi nào đó chưa đánh ra được một lá bài nào trong lúc người khác đã đánh hết bài (trừ khi thắng trắng), sẽ bị "thua cóng". Người này sẽ bị phạt thua 2 lần tiền cược và bị kiểm bài, đếm số lượng "heo", "hàng" còn trên bài để phạt thêm. Người ăn cóng là người tới nhất.

Luật quy định:
1. "Cóng" 1 nhà xét bài, hai người còn lại vẫn tiếp tục chơi để tranh vị thứ 2,3.
2. ”Cóng” 2 nhà xét bài,người còn lại về nhì và không xét đền
3. "Cóng" 3 nhà: Lúc này sẽ xét đến việc "đền bài". Nguyên tắc xét đền bài: Khi đến lượt mình, có bài đánh được mà không đem ra đánh thì bị đền bài. Như vậy người thua nhì cũng có thể bị đền bài. Ai bị "đền bài" sẽ phải bị phạt thay cho cả "làng". Nghĩa là người tới nhất sẽ vẫn được thưởng 1 lượng điểm như trong trường hợp không có ai đền bài. Tuy nhiên hai người còn lại (không đền bài và cũng không tới nhất) sẽ không được thưởng & không mất gì. Ở ván sau, người đền bài sẽ không được đi trước (ra bài đầu tiên).

- Còn một cách tính khác là 1 nhà bị cóng cũng như cả làng. Nghĩa là:

1. "Cóng" 1 nhà (một người bị "cóng"): thì nhà bị cóng đền tới trắng cho nhà được cóng rồi đền luôn cho 2 nhà còn lại rồi qua ván.
2. "Cóng" 2 nhà: thì 2 nhà bị cóng đền tới trắng nhà được cóng rồi đền luôn nhà còn lại rồi qua ván.
3. "Cóng" 3 nhà: lúc này cả ba nhà đền tới trắng rồi qua ván khác.

- Đền bài là khi 1 người có bài đánh chặn mà không muốn đánh để người khác bị cóng thì sẽ bị "đền bài".

Chú ý các quân đen hết 1 đỏ sẽ ăn trắng và ngược lại.

#### Chặt
"Chặt" là khái niệm để chỉ việc người chơi dùng những kết hợp đặc biệt (hàng) để đem ra đánh "heo" (vốn rất có ưu thế) hoặc "hàng". Nguyên tắc "chặt": 
1. 3 đôi thông được chặt một heo, hoặc 3 đôi thông nhỏ hơn. ( bắt buộc phải có vòng )
2. 4 đôi thông chặt được heo, đôi heo, 3 đôi thông, tứ quý, 4 đôi thông nhỏ hơn
3. 4 đôi thông bất kì sẽ chặt bất kì heo hay hàng nhỏ hơn, chặt tự do  ( không cần có vòng)
4. Tứ quý được chặt 1 heo, 2 heo, 3 đôi thông, tứ quý nhỏ hơn ( bắt buộc phải có vòng )
5. 3 con heo thì không có hàng nào chặt được.
6. Tứ quý heo (tới trắng)

"Chặt chồng" cuối cùng là tổng kết tất cả các hành vi "chặt" trước đó. Người bị chặt sau cùng sẽ phải chịu toàn bộ tiền chặt.

#### Thúi
Đây là trường hợp xảy ra cuối một ván bài. Người về bét nếu còn "heo" hoặc "hàng" thì sẽ bị phạt. Người được hưởng là người về thứ ba (trừ trường hợp tới trắng có quy định riêng)

#### Cách tính thưởng/ phạt khi chặt/ thúi heo/ hàng
- Phạt thúi heo bao nhiêu thì phạt chặt heo bấy nhiêu.
- Nếu lấy 1 ván bét làm đơn vị (ta gọi là 1 cược) thì:

Heo đen (♣2 hoặc ♠2)  = 1/2 cược
Heo đỏ (♥2 hoặc ♦2) = 1 cược
3 đôi thông = 20 cược
Tứ quý = 10 cược
4 đôi thông = 30 cược
- Nếu lấy điểm làm đơn vị thì:

Heo bích (♠2) = 1 điểm
Heo chuồn (♣2) hoặc) = 2 điểm
Heo rô (♦2) = 3 điểm
Heo cơ (♥2) = 4 điểm.
Hàng (3 đôi thông, tứ quý, 4 đôi thông) = 4 điểm.
- Nếu người bị "chặt" cuối mà tới luôn (tức đánh heo/ hàng cuối cùng và có người "chặt" con heo/ hàng này) thì không ai bị phạt/ thưởng gì hết.

#### Các luật bên lề
- Khi đến lượt mình ra bài mà có lời nói hoặc động tác khiến những người chơi còn lại hiểu là cho qua lượt thì mặc nhiên không được hồi lại.
- Khi đến lượt mình ra bài mà có lời nói về lá bài định ra thì phải hạ lá bài đó xuống, không được thay đổi.
- Khi người đi trước chưa quyết định chính thức hạ bài mà người đi sau vội vàng hay hấp tấp hạ bài của mình thì người đi trước có quyền yêu cầu người đi sau cầm lại bài lên, như vậy, người đi sau đã bị lộ bài (với một số nơi, thì việc này đồng nghĩa với đền bài và không được đánh tiếp).
- Người chơi không được có động tác đếm, kiểm tra các lá bài đã được hạ xuống, chỉ được tính nhẩm.
- Người chơi có quyền không cho người khác biết mình còn bao nhiêu lá bài trong tay nhưng khi đã hết bài thì phải báo.
- Được phép đánh 3, 4 đôi thông ở cuối bài.

### Kiểu Huế (Phổ biến ở các tỉnh Quảng Bình, Quảng Trị, Thành phố Huế)
- Tại các tỉnh Bình Trị Thiên, ♣3 được đánh đầu tiên chứ không phải ♠3. ♣3 đánh trước có thể kèm theo với những con phụ (như sảnh, đôi...)
- Nếu ván đầu tiên một người có tứ quý 3 hay 4 đôi thông thì vẫn phải đánh sao cho ♣3 đầu tiên.
- Trong ván đánh có luật "qua tay": nếu như trong quá trình đi bài, không đỡ mà để người cạnh mình đi thì đến lượt đánh tiếp theo của lần đi bài đó sẽ không được vào tay, tức sẽ mất lượt đánh trong lần đánh đó.
- Tứ quý chặt được một "heo", 4 đôi thông chặt được "heo" và đôi "heo"
- Trong trường hợp chặt "heo" mà đó là con cuối cùng của đối phương (tức đi "heo" về bài) thì vẫn được tính điểm còn người bị chặt đó thì không bị mất điểm.
- Ba đôi thông có quyền "cướp cái": người không về nhất nhưng có 3 đôi thông thì đánh 3 đôi thông ra rồi sẽ có quyền đi trước (nếu có người bắt lại 3 đôi thông hơn thì phải nhường người đó đi lại) thay vì người thắng ván trước được phép đi đầu tiên. (ở Huế 3 đôi thông không thể chặt được "heo")
- "Âm mưu ba mù": Nếu 1 người về nhất với con ♠3 (gọi là "ba mù") ở cuối cùng thì tính 3 người kia thua chót.
- Thúi 3 bích: Nếu 1 người về chót còn cầm ♠3 trên tay (chỉ cầm duy nhất con ♠3) thì sẽ bị phạt tùy vào kiểu chơi và thường là tính điểm (phạt cúng heo, phạt quỳ, phạt điểm...). Thường thì trường hợp này là do "âm mưu ba mù" bị phá sản.
- Được phép đánh 3 đôi thông cuối bài.

### Kiểu Đà Nẵng (Phổ biến ở các tỉnh từ Đà Nẵng trở vào đến Ninh Thuận, Đắk Nông)

#### Luật chung
- Ba đôi thông chỉ có thể được dùng để cướp cái, không có tác dụng chặt heo.
- Tứ quý chỉ chặt được 1 heo, không thể chặt đôi heo.
- "Bốn đôi thông ngồi không cũng hưởng" và chặt đôi heo hoặc tứ quý bất cứ lúc nào mà không cần biết mình có lượt hay không nhưng không thể chặt được 1 heo.
- Không cóng bài (đối với 2 nhà chưa ra bài): Nếu 1 người về nhất nhưng vẫn còn 2 nhà chưa ra được lá bài nào thì vẫn đánh tiếp.
- Cúng heo thì trả dưới 10, cúng xì thì trả dưới 5

#### Luật riêng
- "Về ba mù": Nếu 1 người về nhất với duy nhất con ♠3 (gọi là "ba mù") ở lượt cuối cùng thì tính 3 người kia thua chót.
- Thối 3 bích: Nếu 1 người về chót còn cầm ♠3 trên tay (chỉ cầm duy nhất con ♠3) thì sẽ bị phạt tùy vào kiểu chơi (phạt cúng heo, phạt quỳ, phạt điểm...), nhưng thông thường là phạt điểm. Thường thì trường hợp này là do "âm mưu ba mù" bị phá sản, hoặc trường hợp còn 1 nước nữa là về được ♠3 hoặc về trắng nhưng bị người chơi khác chặn bài lại thì xem như bị phạt đền ♠3 và được tính là thua chót cho cả ba nhà còn lại (trừ điểm).
- Không cháy bài (đối với 2 nhà chưa ra bài): Nếu 1 người về nhất nhưng vẫn còn 2 nhà chưa ra được lá bài nào thì vẫn đánh tiếp.

### Kiểu miền Bắc (Phổ biến ở các tỉnh từ Hà Tĩnh trở ra)

#### Đồng chất, đồng màu
Là một kiểu đánh bài khác so với những vùng miền khác làm nên đặc trưng riêng của Tiến lên miền Bắc so với các vùng khác.
Trong Tiến lên miền Bắc, người chơi phải đánh các cây đồng chất, đồng màu. Ví dụ như:
- A đánh ♦4, B phải chặn những cây đồng chất ♦ nếu có (VD: ♦6), C chặn ♦7...)
- A đánh ♥6♦6 (gọi là đôi 6 đỏ), B phải chặn những đôi đồng màu nếu có (trong trường hợp này có cùng màu đỏ, VD:♥9♦9)
- A đánh ♥5♦5♠5 (gọi là ba thằng 5 lẻ bích), B phải chặn những sám cô đồng chất nếu có (trong trường hợp này có cùng ♠, VD:♥10♦10♠10)
- A đánh ♣5♣6♣7 (gọi là 5, 6, 7 nhép), B phải chặn những sảnh đồng chất có số lá bằng nhau, lớn hơn nếu có (trong trường hợp này có cùng ♣, số lá phải là 3, không thể có ♣7♣8♣9, VD:♣9♣10♣J)

#### Luật chặt 2
Chặt hai (heo) là khái niệm chỉ người chơi dùng những kết hợp đặc biệt ("hàng") hoặc "hai" để đem ra đánh "hàng" hoặc "hai" (heo) nhỏ chất hơn (vốn rất có ưu thế). Nguyên tắc "chặt" của Tiến lên miền Bắc:
1.Thứ tự các giá trị của chất trong Tiến Lên miền Bắc: ♠<♣<♦<♥.
2.Tứ quý chặn được 1 cây heo hoặc chặn được đôi heo.
3.Tiến lên miền Bắc không chơi 3 đôi thông đồng màu.
4.Ở một số nơi, sảnh có 5 cây trở lên được dùng để chặn 2 (Thùng phá sảnh). VD:♦5♦6♦7♦8♦9 chặn được hai, ♣6♣7♣8♣9♣10♣J chặn được đôi hai...). và ngược lại.

#### Các luật bên lề
- Không được về hai (heo) nước cuối
- Về hai, tứ quý nước cuối xem như thua chót.
- Đền cả làng, khi một nhà chỉ còn 1 nước nữa là đánh tới trắng, nếu lúc đó có người chặn bài được thì sẽ đền cả làng (tới trắng ngược, tức thua mỗi nhà một ván nhất).
- Những người chơi có thể thống nhất có góp 3 hay không, nếu có góp 3 thì người chơi nào có ♠3 sẽ được ưu tiên đánh trước. Vì góp 3 nên Tiến lên miền Bắc có thể có dưới 10 cây bài trong bộ bài (tối thiểu 9).
- Nếu người chơi nào có tứ quý 3 thì tất cả những người chơi ván đó phải hạ hết hai.
- Tiến lên miền Bắc không chơi tới trắng.
- Khi cúng bài, con heo thì trả từ 10 trở xuống, con xì thì trả từ 5 trở xuống
- Tiến lên miền Bắc khồng có cóng.
- Nếu 3 người chơi kia đã đánh hết bài mà người chơi còn lại còn hai trong bài thì người chơi đó bị tính là thối hai (đền tiền cược tương đương 13 cây của Tiến lên miền Nam).
- Nếu có người chơi có điểm < 0, thì người đó thua hết.